# کاپرونی سی‌ای.۱۱۱
کاپرونی سی‌ای. ۱۱۱ (به انگلیسی: Caproni_Ca.111) یک هواگرد ملخ‌پیشین تک‌موتوره از نوع هواگرد شناسایی و بمب‌افکن ساخت شرکت Caproni است. هواگرد کاپرونی سی‌ای. ۱۱۱ نخستین پروازش را در فوریه ۱۹۳۲ میلادی انجام داد. در مجموع، تعداد ۱۵۴ فروند از این هواگرد ساخته شده‌است.
طراح این هواگرد، Rodolfo Verduzio بود.